# Arie Pieter Minderhoud
Ir. Arie Pieter Minderhoud (Wilhelminadorp, 3 maart 1902 - Wageningen, 11 juni 1980) was een landbouwkundige die zich onder meer verdienstelijk heeft gemaakt voor de Zuiderzeewerken.
Hij trad in 1946 in dienst van de Directie van de Wieringermeer, de overheidsdienst die de IJsselmeerpolders in cultuur moest brengen en inrichten. In april 1954 volgde Minderhoud ir. Sikke Smeding op als directeur van deze dienst. Ook was Minderhoud van 1954 tot 1962 landdrost van het Openbaar Lichaam De Noordoostelijke Polder en van 1955 tot 1963 landdrost van het Openbaar Lichaam Zuidelijke IJsselmeerpolders.
Na zijn vertrek uit de polders in 1963 was Minderhoud voorzitter van het bestuur van de Landbouwhogeschool in Wageningen en van de Zuiderzeeraad, een adviesorgaan van de regering inzake de Zuiderzeewerken.
Dr. ir. Geert Minderhoud, een broer van Arie Minderhoud, was van 1927 tot 1959 hoogleraar in de landhuishoudkunde aan de Landbouwhogeschool. Een andere broer, ir. Abraham Minderhoud, was directeur van de Grontmij.
- International Standard Name Identifier: 0000 0003 9165 6832
- Nederlandse Thesaurus van Auteursnamen: 07168011X
- Virtual International Authority File: 285509596
- WorldCat: E39PBJj8Q6vFf83KVHFwy4jXBP